# Jehoeda Cresques

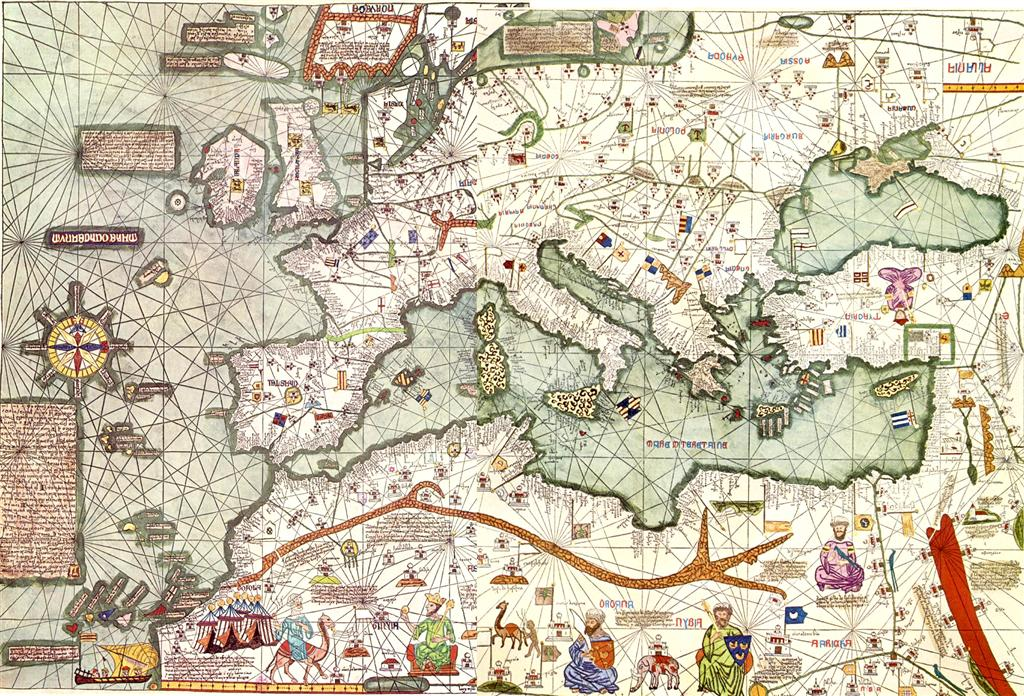
Deel van de Catalaanse Atlas, gemaakt door vader en zoon Cresques

Jehoeda Cresques (Mallorca, 1350 – Sagres, 1427), ook wel bekend als Jafudà Cresques en Jaume Riba, was een Catalaans cartograaf.
Hij kwam uit het eiland Mallorca, waar Joodse families sinds 1300 cartografische en astronomische kennis cultiveerden. Samen met zijn vader Abraham Cresques wordt Jehoeda Cresques gezien als auteur van de Catalaanse Atlas uit 1375.
De kaarten van Cresques werden voor veel geld verkocht, voornamelijk aan koningshuizen. Onder andere koning Johan I van Aragón, Hendrik de Zeevaarder en enkele Franse heersers kochten zijn werk. Na de Aragonese vervolging van 1391 werd Cresques bekeerd tot het christendom. Ook veranderde hij zijn naam in Jaume Riba (Latijn: Jacobus Ribus).
Op uitnodiging van prins Hendrik de Zeevaarder, zoon van koning Johan I van Portugal, vestigde hij zich vanaf 1419 in Sagres om ondersteuning te bieden aan de Portugese zeereizen.
In 1427 overleed Riba op 77-jarige leeftijd.
- Biblioteca Nacional de España: XX977982
- Bibliothèque nationale de France: cb15588994z (data)
- Catàleg d'autoritats de noms i títols de Catalunya: 981058512018106706
- Gemeinsame Normdatei: 121105768
- International Standard Name Identifier: 0000 0000 5954 7730
- Nationale Bibliotheek van Israël: 987007260130205171
- Nederlandse Thesaurus van Auteursnamen: 067821634
- Système universitaire de documentation: 168279398
- Union List of Artist Names: 500036289
- Virtual International Authority File: 305855753
- WorldCat: E39PBJxWTVPq4jTrhFR3m9wV4q